# Wilhelm August von Plessen

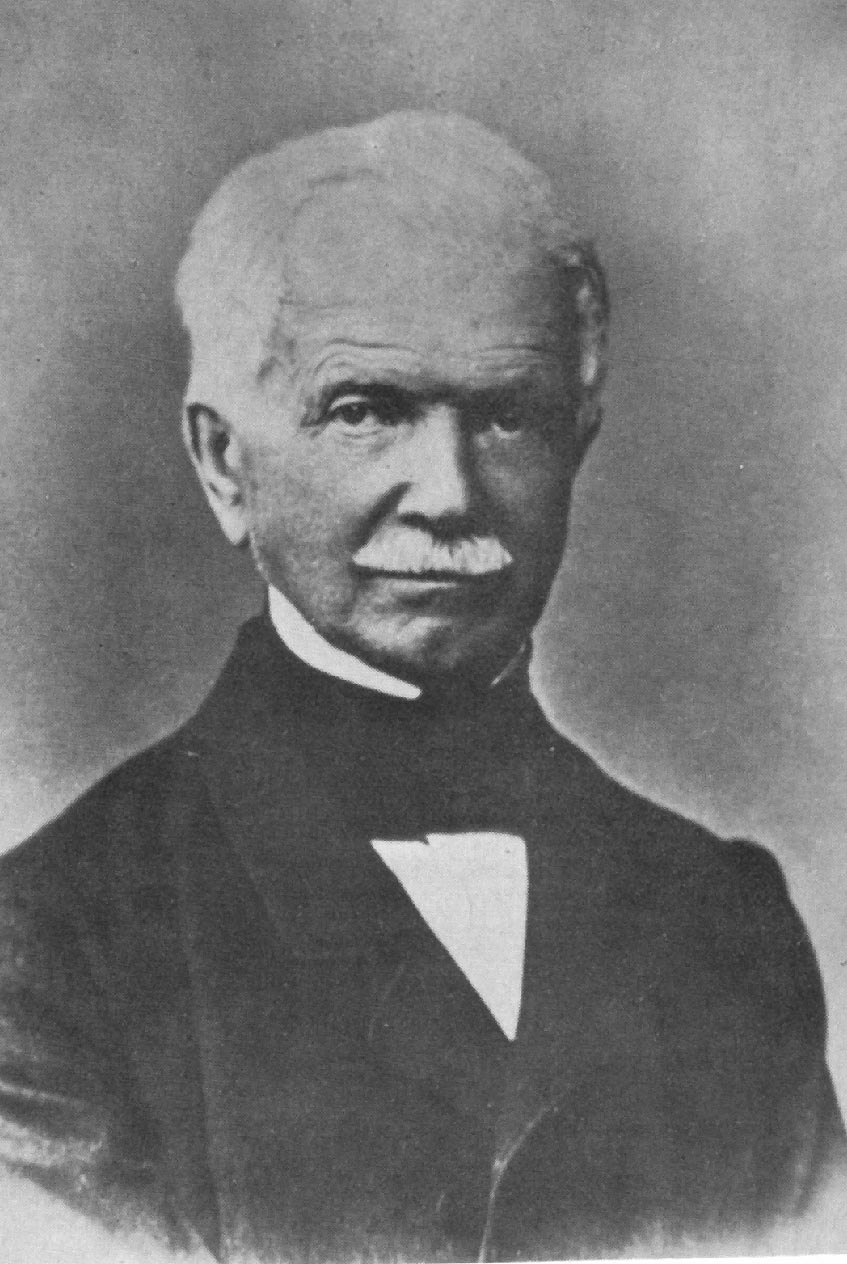
Wilhelm August von Plessen

Wilhelm August Freiherr von Plessen (* 23. November 1808 auf Schloss Engelberg bei Schorndorf; † 17. Juli 1887 in Stuttgart) war württembergischer Staatsminister (mit der Anrede Exzellenz). Er war Justizminister im Ministerium Linden.

## Abstammung
Plessen ist der Name eines edelfreien mecklenburg-holsteinischen Adelsgeschlechts. Wilhelm August von Plessen war der Sohn des württembergischen Kammerherrn und Kreis-Oberforstmeisters Helmuth Wilhelm Friedrich Albrecht Freiherr von Plessen (* 30. Juli 1778; † 3. Dezember 1856) und der Wilhelmine Christiane von Plessen, geb. Freiin von Palm (* 18. Januar 1783; † 12. September 1830).

## Werdegang
Im November 1832 begann Plessen seinen Dienst als Gerichtsaktuar in Biberach und wurde im Mai 1833 mit der gleichen Funktion nach Reutlingen versetzt. Während seiner Verwendung beim Gerichtshof in Ellwangen erfolgte dort am 5. November 1835 die Beförderung zum Ober-Justizassistenten. Am 28. Januar 1841 wurde Plessen Kanzleidirektor im Justizministerium mit dem Titel Ober-Justizrat und zugleich ordentliches Mitglied des Strafanstaltenkollegs. Am 20. April 1843 erfolgte die Beförderung zum Obertribunal-Rat und vortragendem Rat beim Justizministerium. Am 2. Juli 1850 ernannte ihn König Wilhelm zum Chef des Justizdepartements zunächst mit dem Titel Staatsrat und seit dem 20. September 1852 mit dem Titel Minister. Vom 6. Juli bis zum 23. September 1850 war Plessen zusätzlich kurzzeitig Chef des Departements des Kirchen- und Schulwesens. Am 7. April 1856 trat Plessen in den Ruhestand und war somit über 31 Jahre in Pension, ehe er im Sommer 1887 verstarb.
Wilhelm von Plessen wurde 1850 mit dem Kommenturkreuz des Ordens der Württembergischen Krone ausgezeichnet, 1851 erhielt er das Großkreuz des Friedrichs-Ordens.